# 야리 리트마넨
야리 올라비 리트마넨(핀란드어: Jari Olavi Litmanen, 1971년 2월 20일~)은 핀란드의 은퇴한 축구 선수이다. 그의 조국인 핀란드에서는 그를 "리티" 또는 "더 킹" (또는 "킹 리트마넨")이라는 별명으로 부르기도 한다.
1996년부터 2008년까지 핀란드 축구 국가대표팀에서 주장 역할을 맡았다. 그가 거친 핀란드 클럽으로는 레이파스 HJK, 뮈파, FC 라흐티가 있으며 외국 클럽으로는 AFC 아약스, FC 바르셀로나, 리버풀 그리고 한자 로스토크가 있다.
2003년 11월에 열린 유럽 축구 연맹(UEFA) 창립 50주년 기념식에서 핀란드 축구 협회에 의해 UEFA 주빌리 어워드 수상자로 선정되었으며 100명의 위대한 핀란드인 명단에 뽑히기도 하였다. 그 밖에도 축구 통계 연맹(AFS)에 의해 53번째로 뛰어난 축구 선수로 선정된 적이 있다.

## 수상

#### 뮈파
- 핀란드 컵 : 1992

#### AFC 아약스
- 에레디비시 : 1993–94, 1994–95, 1995–96, 1997–98, 2003–04
- KNVB컵 : 1992–93, 1997–98, 1998–99
- 네덜란드 슈퍼컵 : 1993, 1994, 1995
- UEFA 챔피언스리그 : 1994-95
- UEFA 슈퍼컵 : 1995
- 인터컨티넨탈컵 : 1995

#### 리버풀 FC
- FA컵 : 2000-01
- 리그컵 : 2000-01
- 채리티 쉴드 : 2001
- UEFA컵 : 2000-01
- UEFA 슈퍼컵 : 2001

#### HJK
- 핀란드 1부 리그 : 2011
- 핀란드 컵 : 2011

#### 핀란드
- 노르딕 챔피언십 : 2000-01

### 개인
- 발롱도르 3위 : 1995
- 에레디비시 득점왕 : 1993-94
- 네덜란드 올해의 선수 : 1993
- 핀란드 1부 올해의 선수 : 1990
- 핀란드 올해의 운동선수 : 1995
- 핀란드 올해의 축구선수 : 1990, 1992, 1993, 1994, 1995, 1996, 1997, 1998, 2000
- 핀란드 기자단 올해의 선수 : 1990, 1992, 1993, 1994, 1995, 1996, 1997, 1998
- ESM 올해의 팀 : 1994-95, 1995-96
- UEFA 챔피언스리그 득점왕 : 1995-96
- UEFA 주빌리 어워드 : 2004
- FC 라흐티 명예의 전당 : 2016

## 같이 보기
- A매치 100경기 이상 출전한 축구 선수 명단